# Фроуърд (нос)
Нос Фроуърд (на испански: Cabo Froward) е най-южната континентална точка на Южна Америка. Намира се в региона Магалянес и Чилийска Антарктика, Чили. Намира се на 53° ю.ш. и 73° з.д
През януари 1587 г. английският корсар Томас Кавендиш кръщава мястото Фроуърд, тъй като климатът е суров (на английски: froward – „неблагоприятен“).